# John Adams
John Adams (Braintree; 30 de octubre de 1735-Quincy, Provincia de la bahía de Massachusetts; 4 de julio de 1826) fue un estadista, abogado, diplomático y escritor estadounidense y padre fundador que se desempeñó como primer vicepresidente (1789-1797) y segundo presidente de los Estados Unidos (1797-1801). Fue abogado, diplomático, teórico político y líder del movimiento por la independencia de los Estados Unidos. También fue un cronista y corresponsal dedicado, particularmente con su esposa y asesora más cercana, Abigail.
Adams llegó a la prominencia en las primeras etapas de la guerra de Independencia de los Estados Unidos. Como delegado de Massachusetts al Congreso Continental, desempeñó un papel importante en persuadir al Congreso para declarar la independencia, y ayudó a Thomas Jefferson en la redacción de la Declaración de Independencia de los Estados Unidos en 1776. Como representante del Congreso en Europa, fue uno de los negociadores principales del Tratado de París (1783) con Gran Bretaña, y uno de los principales responsables de la obtención de préstamos importantes de banqueros de Ámsterdam. Teórico político e historiador, Adams escribió en gran medida la Constitución de Massachusetts en 1780, pero estaba en Europa cuando la Constitución federal se redactó en principios similares. Uno de sus grandes papeles se dio a la hora de elegir a personas para distintos cargos: en 1775, nombró a George Washington como comandante en jefe del Ejército Continental, y, veinticinco años más tarde, nombró a John Marshall como presidente del Tribunal Supremo de los Estados Unidos.
Las credenciales revolucionarias de Adams le aseguraron dos mandatos como vicepresidente de George Washington y su propia elección en 1796 como el segundo presidente de la nación. Durante su mandato presidencial, se encontró con feroces ataques por parte del Partido Demócrata-Republicano de Thomas Jefferson, así como la facción dominante de su propio partido, el Partido Federalista liderado por su acérrimo enemigo Alexander Hamilton. Adams firmó las polémicas Actas de sedición y extranjeros, y construyó el Ejército y la Marina, especialmente en el contexto de la guerra naval no declarada llamada Cuasi Guerra con Francia, desarrollada entre 1798 y 1800. El gran logro de su presidencia fue la solución pacífica de la Cuasi-Guerra frente a la oposición belicista de Hamilton.
En 1800, Adams fue derrotado en la reelección por Thomas Jefferson y se retiró a Massachusetts. Más tarde reanudó su amistad con Jefferson. Él y su esposa, Abigail Adams, fundaron una línea familiar de políticos, diplomáticos e historiadores en los Estados Unidos. Fue el padre de John Quincy Adams, sexto presidente de los Estados Unidos. El 4 de julio de 1826 falleció a los 90 años, el mismo día del 50.º Aniversario de la Declaración de Independencia. Ese mismo día, horas antes, había muerto Thomas Jefferson. Paradójicamente, las últimas palabras de John Adams fueron: «Thomas Jefferson está vivo». 
Sus logros han recibido mayor reconocimiento en los tiempos modernos, a pesar de que sus contribuciones no fueron inicialmente tan célebres como las de los otros Padres Fundadores.

## Primeros años

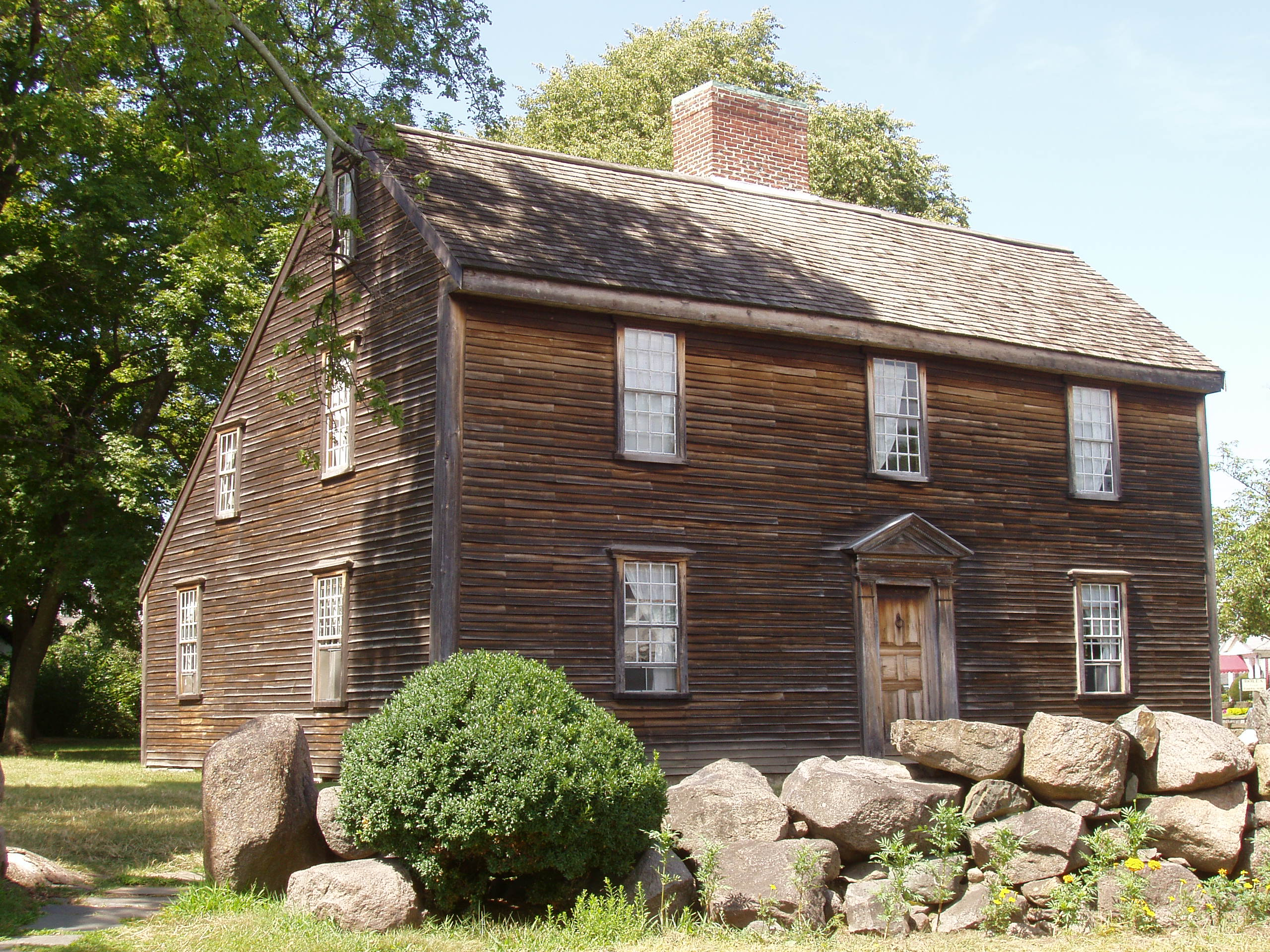
Casa natal de John Adams en Massachusetts.

John Adams, Jr. fue el mayor de tres hijos. Nació el 30 de octubre de 1735 en la localidad de Quincy (Massachusetts), que en 1792 se separaría de Baintree. Sus padres fueron John Adams, Sr y Susanna Boylston. El lugar de nacimiento de Adams es ahora parte del Parque Histórico Nacional Adams. Su padre, también llamado John (1691-1761), era descendiente por quinta generación de Henry Adams, quien emigró de Braintree (Inglaterra) en 1638. Era descendiente de un galés llamado John Ap Adams. Su padre era un agricultor, diácono de la iglesia congregacionalista (es decir, puritano), teniente de la milicia y concejal que se dedicaba a supervisar las escuelas y carreteras. Su madre, Susanna Adams Boylston, era una descendiente de los Boylston de Brookline.
Adams nació en una familia modesta, pero sentía profundamente la responsabilidad de vivir de acuerdo a su herencia familiar: la generación fundadora de puritanos, que llegó al Nuevo Mundo en la época colonial de 1630 y se estableció en América. Los puritanos de la Gran migración «creían en la vida según la Biblia. La Inglaterra bajo los Estuardo era como Egipto, y ellos eran Israel huyendo... para establecer un refugio de piedad, una ciudad sobre la colina». En el momento del nacimiento de John Adams en 1735, dogmas puritanos tales como la predestinación ya no eran tan ampliamente aceptados, y muchas de sus prácticas más estrictas se habían suavizado con el tiempo, pero John Adams «los consideraba portadores de la libertad, una causa que todavía tenía una sagrada urgencia». Fue un sistema de valores en los que creía, y un modelo heroico en el que deseaba estar a la altura.
El joven Adams fue a la Universidad de Harvard a los dieciséis años de edad en 1751. Su padre esperaba que se convirtiera en clérigo, pero Adams tenía dudas. Después de graduarse en 1755, fue profesor de escuela por algunos años en Worcester, lo que le permitió darse un tiempo para pensar en la elección de su carrera. Después de mucha reflexión, decidió convertirse en abogado y estudió derecho en la oficina de James Putnam, un prominente abogado de Worcester. En 1758, Adams fue admitido en la abogacía. Desde temprana edad, desarrolló el hábito de escribir las descripciones de los acontecimientos que observaba y las impresiones de los hombres están dispersas a través de su diario. Desarrolló habilidad y buen oficio como abogado, a menudo registrando casos con los que pudiera estudiar y reflexionar. Su informe de 1761 sobre el argumento de James Otis en el tribunal superior de Massachusetts, en cuanto a la legalidad de la Orden de asistencia es un buen ejemplo. El argumento de Otis inspiró a Adams para la causa de las colonias americanas.
El 25 de octubre de 1764, cinco días antes de cumplir 29 años, se casó con Abigail Smith Adams (1744-1818), su prima tercera e hija de un ministro de la Congregación, el reverendo William Smith, en Weymouth, Massachusetts. Sus hijos fueron Abigail (1765-1813), el futuro presidente John Quincy (1767-1848), Susanna (1768-1770), Charles (1770-1800), Thomas (1772-1832) y la niña muerta al nacer Elizabeth (1777).

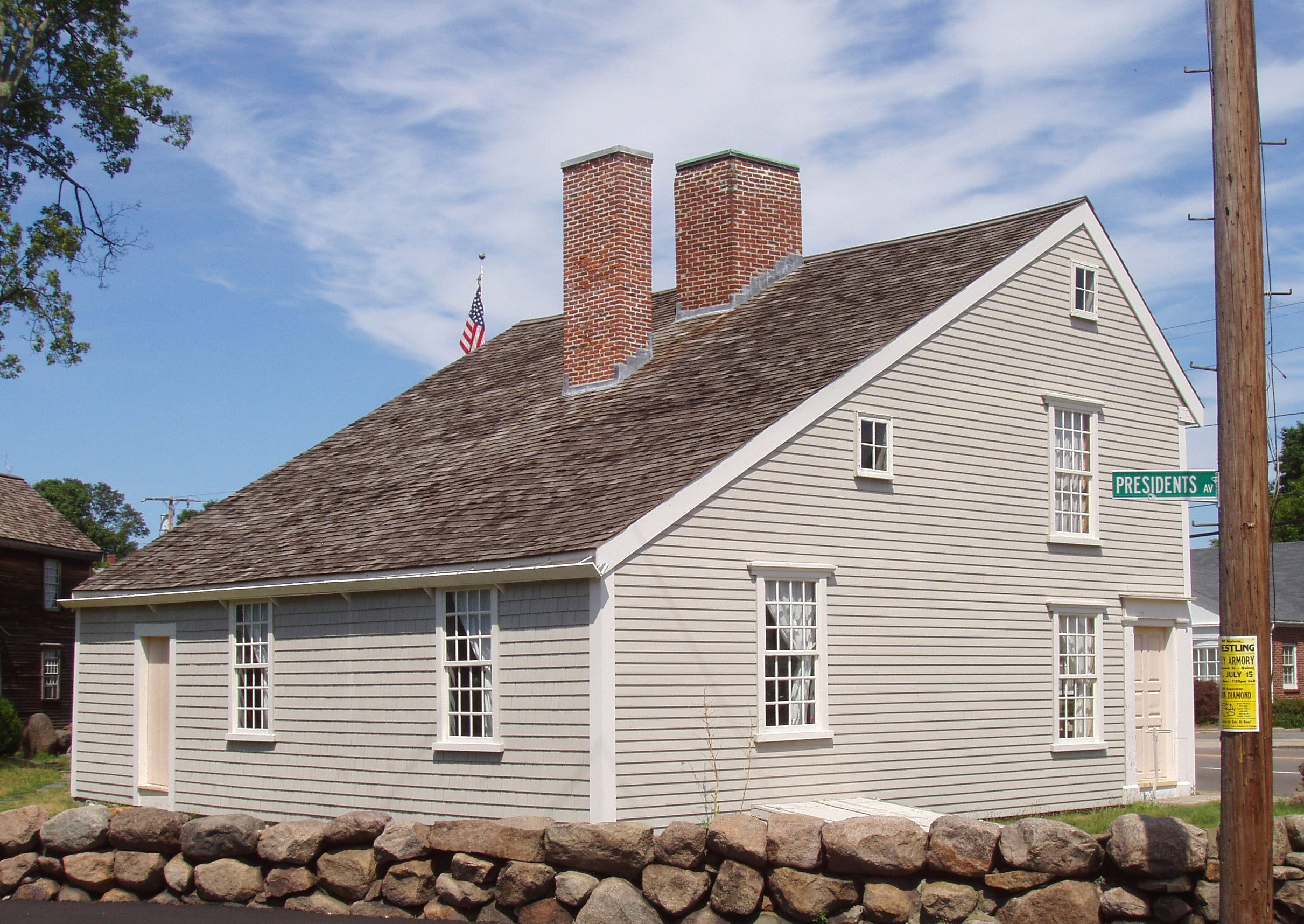
Primera residencia de Adams y su familia en Baintree.

Adams no era un líder popular como su primo segundo, Samuel Adams. En cambio, su influencia surgió a través de su trabajo como abogado constitucionalista y su capacidad para el análisis exhaustivo de ejemplos históricos, junto con su profundo conocimiento de la ley y su dedicación a los principios del republicanismo. Adams encontraba a menudo que su conflictividad innata como abogado era un obstáculo en su carrera política.

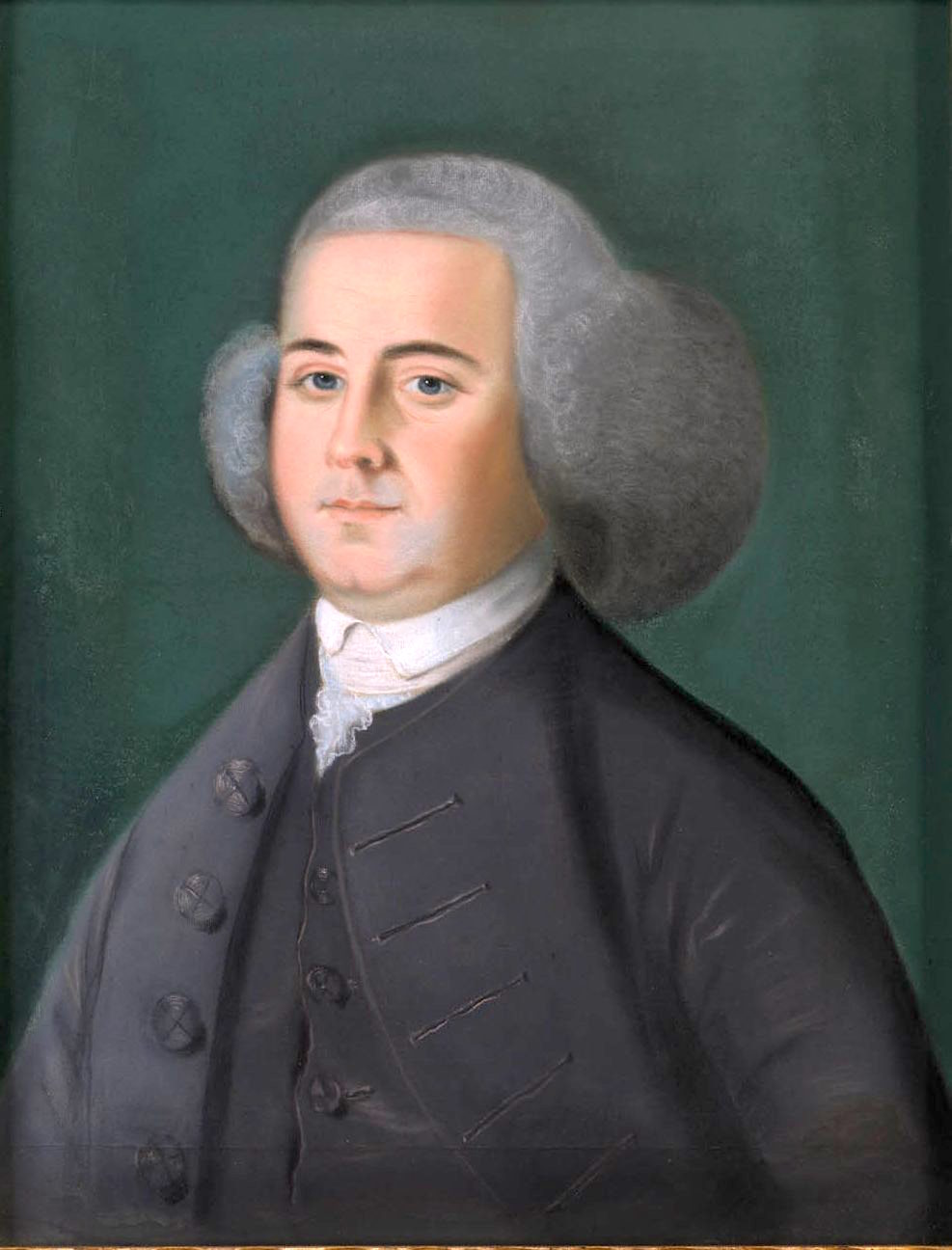
Adams en 1766 por Benjamin Blyth.

## Vida política antes de la Revolución

### Oposición a la Ley del Sello de 1765
Adams primero saltó a la fama como un opositor a la Ley del Sello de 1765 (Stamp Act), que fue impuesta por el Parlamento británico sin consultar a las asambleas de las colonias. Los americanos protestaron con vehemencia dado que la medida violaba sus derechos tradicionales como ingleses. La resistencia popular, como se observó más tarde, fue provocada por un sermón numerosas veces reimpreso del reverendo de Boston, Jonathan Mayhew, donde interpretaba un pasaje bíblico (Epístola a los romanos, 13) en el que aclaraba el principio de la justa insurrección.
En 1765, Adams redactó las instrucciones que fueron enviadas por los habitantes de Baintrée a sus representantes en la asamblea de Massachusetts, y que sirvió de modelo para otras ciudades a la hora de dar instrucciones a sus representantes. En agosto de 1765, contribuyó de forma anónima con cuatro artículos notables en The Boston Gazette (reeditados en The London Chronicle en 1768 como «Los verdaderos sentimientos de América», también conocido como «Una disertación sobre el derecho canónico y feudal». En los escritos sugirió que había una conexión entre las ideas protestantes que los antepasados puritanos de Adams habían llevado a Nueva Inglaterra y las ideas detrás de su resistencia a aceptar la Ley del Timbre. En el primer caso, explicó que la oposición de las colonias a la Ley del Sello se debía a que esta privó a los colonos norteamericanos de dos derechos básicos garantizados a todos los ingleses y que todos los hombres libres merecían: los derechos a la libertad de prensa, ya que con la Ley del Sello se obliga a que todos los escritos que se publicasen llevasen un sello fiscal que se debía pagar como un impuesto en moneda británica válida y no en papel moneda colonial, y el derecho a ser juzgados por un jurado de sus iguales.
En diciembre de 1765, pronunció un discurso ante el gobernador y el consejo en el que dijo que la Ley del Timbre era inválida debido a que Massachusetts no tenía representación en el Parlamento, y por lo tanto no había consentido a la misma.

### Masacre de Boston

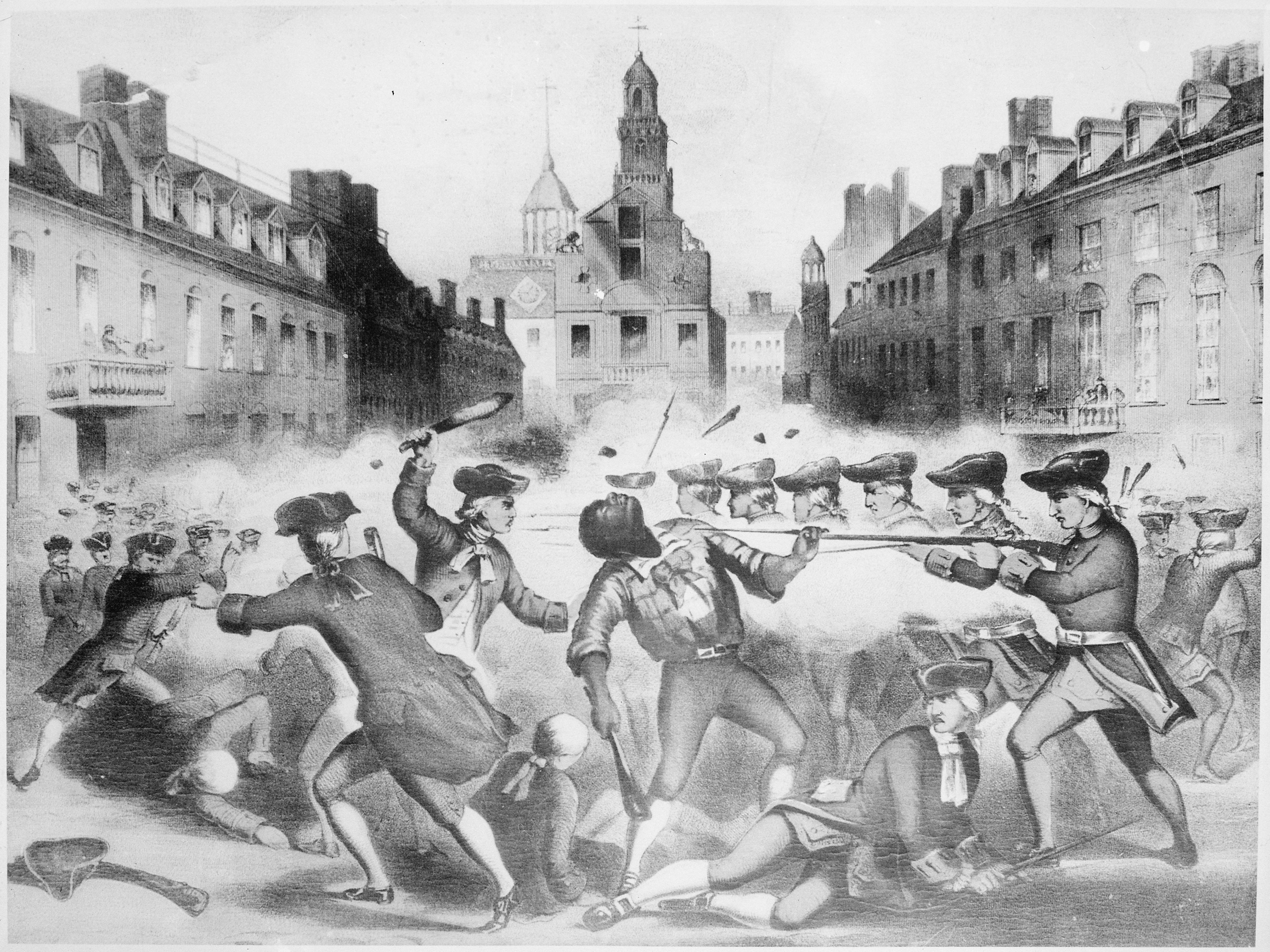
Masacre de Boston.

En 1770, una confrontación callejera dio lugar a que soldados británicos mataran a cinco civiles en lo que se conoció como la Masacre de Boston. Los soldados implicados fueron arrestados por cargos criminales y tuvieron problemas para encontrar un abogado, ya que en aquella época era difícil encontrar abogado en caso de delitos graves. Por ello, pidieron a Adams que se encargara de su defensa. A pesar de que temía que esto pudiera dañar su reputación, estuvo de acuerdo en ello. Seis de los soldados fueron absueltos. Dos que habían disparado directamente contra la multitud fueron acusados de asesinato, pero solo fueron condenados por homicidio involuntario.
En cuanto al pago de Adams, Chinard alega que uno de los soldados, el capitán Thomas Preston, dio a Adams una simbólica «guinea única», como un anticipo a los honorarios. Sin embargo, David McCullough afirma en su biografía de Adams que recibió nada más que dieciocho guineas. Adams confirma que Preston le pagó diez guineas iniciales y un pago posterior de ocho, que era «toda la recompensa pecuniaria por catorce o quince días de trabajo, en la causa más agotadora y fatigante que he probado».
A pesar de sus dudas, Adams fue elegido miembro de la Corte General de Massachusetts en junio de 1770, cuando aún estaba en preparación del juicio.

### Litigio relativo a la autoridad del Parlamento
En 1772, el gobernador de Massachusetts, Thomas Hutchinson anunció que él y los jueces del tribunal superior ya no necesitaban que sus sueldos fueran pagados por la asamblea de Massachusetts, porque la Corona a partir de ese momento asumiría el pago a través de los fondos procedentes de los ingresos aduaneros. Los radicales de Boston protestaron y pidieron a Adams que explicara sus objeciones. En Dos respuestas de la Cámara de Representantes de Massachusetts al gobernador Hutchinson, Adams argumentó que los colonos nunca habían estado sometidos a la soberanía del Parlamento. Su lealtad original era con la persona del rey inglés y su lealtad era solo para con él. Si se estableciera una línea entre la soberanía parlamentaria y la total independencia de las colonias, continuó, las colonias no tendrían más remedio que elegir la independencia.
En Novanglus o una historia de la disputa con Estados Unidos, desde su origen, en 1754, al tiempo presente, Adams atacó algunos ensayos de Daniel Leonard que salían en defensa de los argumentos de Hutchinson a favor de la autoridad absoluta del Parlamento sobre las colonias. En Novanglus Adams refutó punto por punto los ensayos de Leonard, en uno de los más extensos argumentos hechos nunca por los colonos contra la política imperial británica.
Fue un intento sistematizado de Adams por describir los orígenes, la naturaleza y jurisdicción de la Constitución británica no escrita. Adams utilizó su amplio conocimiento de la historia del derecho inglés y colonial para argumentar que las legislaturas provinciales eran plenamente soberanas sobre sus propios asuntos internos, y que las colonias estaban conectados a la Gran Bretaña solo a través del rey.

## Congreso Continental
Massachusetts envió a Adams a los Congresos continentales la primera vez en 1774 y la segunda desde 1775 hasta 1777. En junio de 1775, con el fin de promover la unión entre las colonias, nombró a George Washington de Virginia como comandante en jefe del Ejército Continental que luego se formaría alrededor de Boston. Su influencia en el Congreso era grande, y casi desde el principio buscó la separación permanente de Gran Bretaña.
El 15 de mayo de 1776, el Congreso Continental, en respuesta a la escalada de hostilidades que había comenzado trece meses antes en las Batallas de Lexington y Concord, instó a que las colonias comenzaran a construir sus propias constituciones, un precedente para convertirse en estados independientes. El proyecto para dotarse de constituciones independientes, era como lo expresó Adams, la «independencia de sí mismos».
Durante la próxima década, los estadounidenses de todos los estados se reunieron y deliberaron sobre los nuevos documentos de gobierno. Tan radical como fue para escribir constituciones (antes de la convención sugirió que la forma de una sociedad política no tiene por qué ser codificada, ni su ley orgánica ponerse por escrito en un documento único), lo fue para con la naturaleza del pensamiento político que alumbró Estados Unidos en 1776.

### Pensamientos sobre el Gobierno
Varios representantes se dirigieron a Adams para que les aconsejara sobre la elaboración de los nuevos gobiernos. Adams se cansó de repetir la misma idea todo el tiempo, y por ello publicó el folleto llamado Pensamientos sobre el Gobierno (1776), que posteriormente influyó en la redacción de las constituciones estatales. El uso del marco conceptual del republicanismo en los Estados Unidos, se basaba en la creencia por parte de los patriotas de que era la aristocracia corrupta y nefasta, en el Parlamento británico, y sus esbirros apostados en las Trece Colonias, los culpables del asalto británico sobre la libertad americana.
Adams informó que la forma de gobierno debe ser elegida con el fin de alcanzar los fines deseados, que son la felicidad y la virtud del mayor número de personas. Con este objetivo en mente, escribió en Pensamientos sobre el Gobierno: «No hay buen gobierno que no sea republicano. La única parte valiosa de la Constitución británica es así, porque la definición misma de una república es un imperio de leyes y no de hombres». En los Pensamientos sobre el Gobierno defendió el bicameralismo, porque «una sola asamblea se hace responsable de todos los vicios, locuras y debilidades de un individuo». También sugirió que debería haber una separación de poderes entre el ejecutivo, el judicial y el legislativo y, además, recomienda que si un gobierno continental fuera creado, entonces «debe limitarse sagradamente» a ciertos poderes enumerados. Pensamientos sobre el Gobierno fue muy influyente y fue citado por escrito como una autoridad.

La Declaración de la Independencia de John Trumbull representa el comité de los cinco hombres y la presentación del borrador de la Declaración de la Independencia en el Congreso. Adams está de pie en el centro con la mano en la cadera.

### Declaración de la Independencia
El 7 de junio de 1776, Adams apoyó la resolución de la independencia presentada por Richard Henry Lee, que declaró: «Estas colonias son y por derecho deben ser, estados libres e independientes», y defendió la resolución hasta que fue aprobada por el Congreso, el 2 de julio de 1776.
Fue nombrado para un comité con Thomas Jefferson, Benjamín Franklin, Robert R. Livingston y Roger Sherman, con el fin de elaborar una Declaración de Independencia. A pesar de que el documento fue escrito principalmente por Jefferson, Adams ocupó el primer lugar en el debate sobre su aprobación. Muchos años más tarde, Jefferson aclamó a Adams como «el pilar de apoyo de la Declaración en el Congreso y de sus más capaces abogados y defensores de los múltiples ataques que se encontró».
Después de la derrota del Ejército Continental en la batalla de Long Island el 27 de agosto de 1776, el general William Howe solicitó al Segundo Congreso Continental enviar representantes para negociar la paz. Una delegación integrada por Adams y Benjamín Franklin se reunió con Howe en Staten Island en Nueva York el 11 de septiembre (Conferencia de Staten Island). Howe exigió que la Declaración de Independencia fuera derogada antes de que cualquier otro término pudiera debatirse. La delegación se negó y las hostilidades continuaron. En 1777, Adams renunció a su escaño en la Corte General de Massachusetts para servir como jefe de la Junta de Guerra y de la de artillería, así como en muchos otros importantes comités.

## En Europa

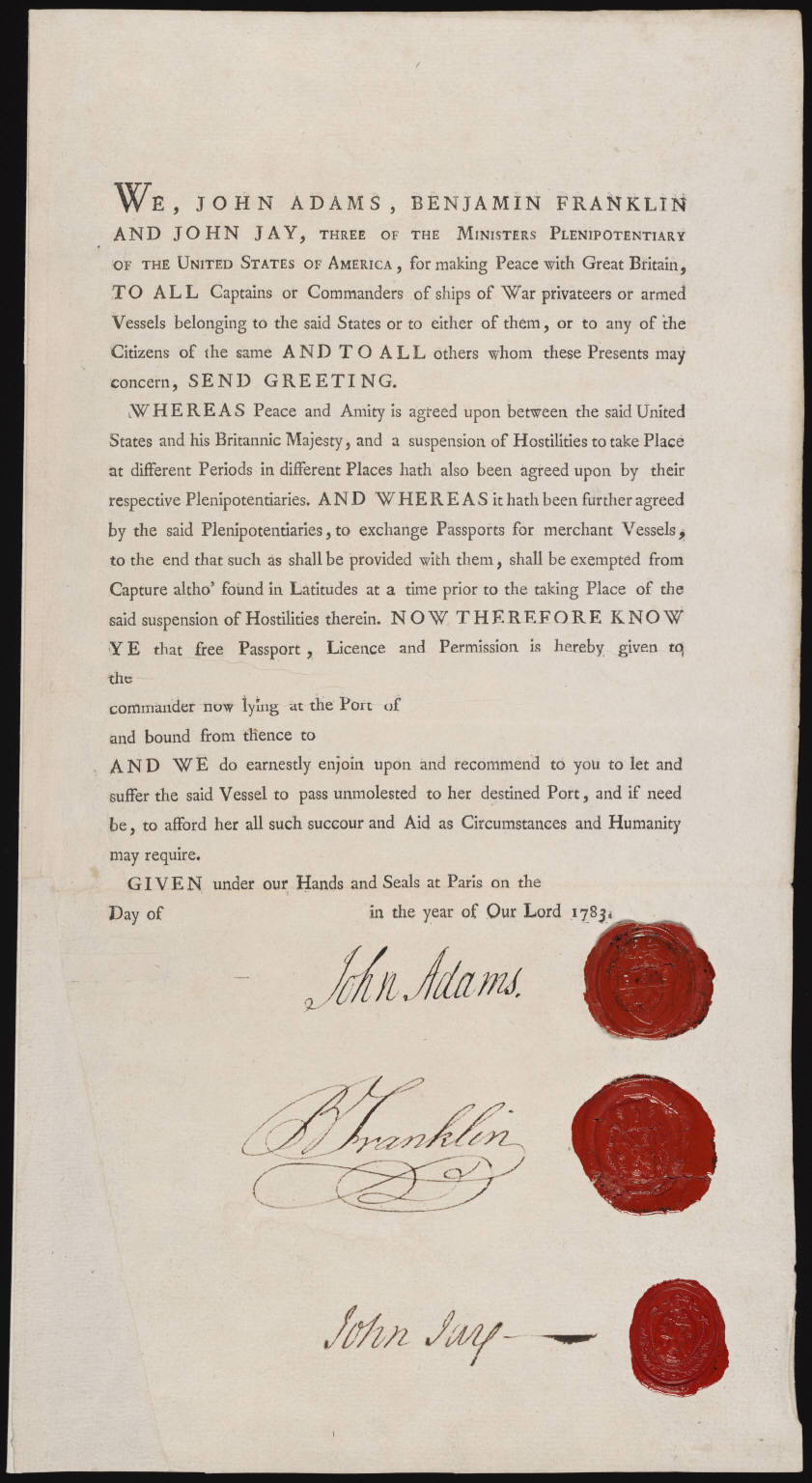
Pasaporte de los ministros plenipotenciarios John Adams, Benjamin Franklin y John Jay para el paso seguro para negociar tratados de 1783.

Adams fue enviado dos veces por el Congreso para representar a la incipiente unión en Europa, por primera vez en 1777 y nuevamente en 1779. Acompañado, en ambas ocasiones, por su hijo mayor, John Quincy (que tenía diez años en el momento del primer viaje), Adams se embarcó para Francia a bordo de una fragata de la Armada Continental, la USS Boston,  el 15 de febrero de 1778. Aunque varias veces perseguido por buques de guerra británicos, solo entraron en combate durante la captura sin derramamiento de sangre de un corsario inglés. Adams fue en algunos aspectos una opción inadecuada desde el punto de vista diplomático, en la medida en que no hablaba francés, el idioma internacional de la diplomacia en ese momento.

### España
En su viaje hacia París, Adams recaló en el norte de España. En su libro «Una defensa de las constituciones de los gobiernos de los Estados Unidos», Adams menciona a Vizcaya, la provincia española en la región del País Vasco, como «un pueblo milenario que ha sabido mantener su lengua y sus costumbres a través de los siglos». Por ello, en el año 1997, la villa de Bilbao, capital de dicha provincia, colocó en los aledaños de la sede del gobierno vizcaíno una estatua del estadista estadounidense como forma de agradecimiento, estatua que aún está en pie en la actualidad. El viaje buscaba asegurar la ayuda española a los independentistas y los abastecimientos que partían del puerto de Bilbao de la mano de Diego de Gardoqui. España acabaría entrando en la guerra en 1779, Guerra anglo-española (1779-1783).

### Francia

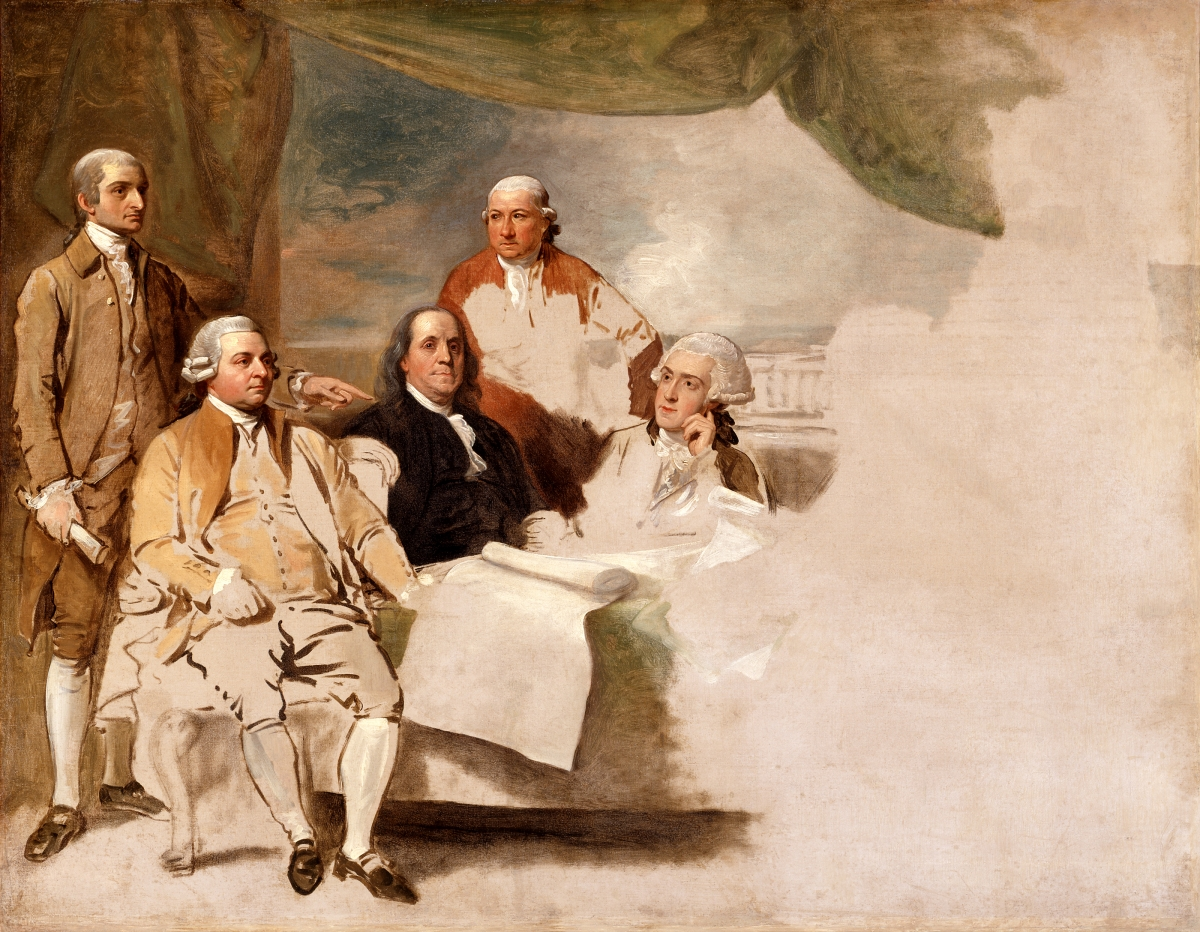
Tratado de París por Benjamin West, 1783. John Jay, Benjamin Franklin, Henry Laurens y William Temple Franklin. Adams está sentado el primero por la izquierda.

Su primera estancia en Europa, entre 1 de abril de 1778 y 17 de junio de 1779, fue en gran parte improductiva, y regresó a su casa en Baintrée a principios de agosto de 1779.
Entre el 1 de septiembre y el 30 de octubre de 1779, redactó la Constitución de Massachusetts, junto con Samuel Adams y James Bowdoin. Fue seleccionado en septiembre de 1779 para volver a Francia y, tras la celebración de la convención constitucional de Massachusetts, el 15 de noviembre subió a bordo de la fragata francesa Sensible.
En el segundo viaje, Adams fue nombrado ministro plenipotenciario con la misión de negociar un tratado de amistad y comercio con Gran Bretaña. El gobierno francés, sin embargo, no aprobó la designación de Adams y posteriormente, ante la insistencia del ministro de Relaciones Exteriores francés, el conde de Vergennes, Benjamin Franklin, Thomas Jefferson, John Jay y Henry Laurens fueron nombrados para cooperar con Adams, aunque Jefferson no estaba en Europa y a Laurens se le envió a las Provincias Unidas de los Países Bajos. En el caso de Jay, Adams y Franklin se encargaron de la mayor parte en las negociaciones del Tratado de París. Anulado Franklin y desconfiados de Vergennes, Jay y Adams decidieron no consultar con Francia. Por el contrario, trataban directamente con los comisionados británicos.
A lo largo de las negociaciones, Adams fue quien determinó especialmente que el derecho de los Estados Unidos a la pesca a lo largo de la costa atlántica debía ser reconocido. Los negociadores estadounidenses fueron capaces de asegurar un tratado favorable, lo que les dio la propiedad de todas las tierras al este del Misisipi, excepto Florida, que fue asignada a España. El tratado fue firmado el 3 de septiembre de 1783.

### Provincias Unidas de los Países Bajos
Después de que se iniciaran estas negociaciones, Adams había pasado algún tiempo como embajador en las Provincias Unidas de los Países Bajos. En julio de 1780, había sido autorizado para ejecutar las tareas previamente asignadas a Laurens. Con la ayuda de los líderes patriotas neerlandeses Joan van der Capellen tot den Pol, Adams obtuvo el reconocimiento de los Estados Unidos como un gobierno independiente en La Haya el 19 de abril de 1782. Durante esta visita también se negoció un préstamo de cinco millones de florines financiados por Nicolaas van Staphorst y Willink Wilhelm. En octubre de 1782, negoció con las autoridades neerlandesas un tratado de amistad y comercio, el primer tratado de este tipo entre los Estados Unidos y una potencia extranjera después del tratado de 1778 con Francia. La casa que compró Adams durante esta estancia en los Países Bajos se convirtió en la primera embajada de propiedad estadounidense en territorio extranjero en cualquier parte del mundo.
En 1784 y 1785, fue uno de los artífices de la puesta en marcha de las relaciones diplomáticas entre los EE. UU. y Prusia. El embajador de Prusia en La Haya, Friedrich Wilhelm von Thulemeyer, estuvo involucrado, al igual que Jefferson y Franklin, que se encontraban en París.

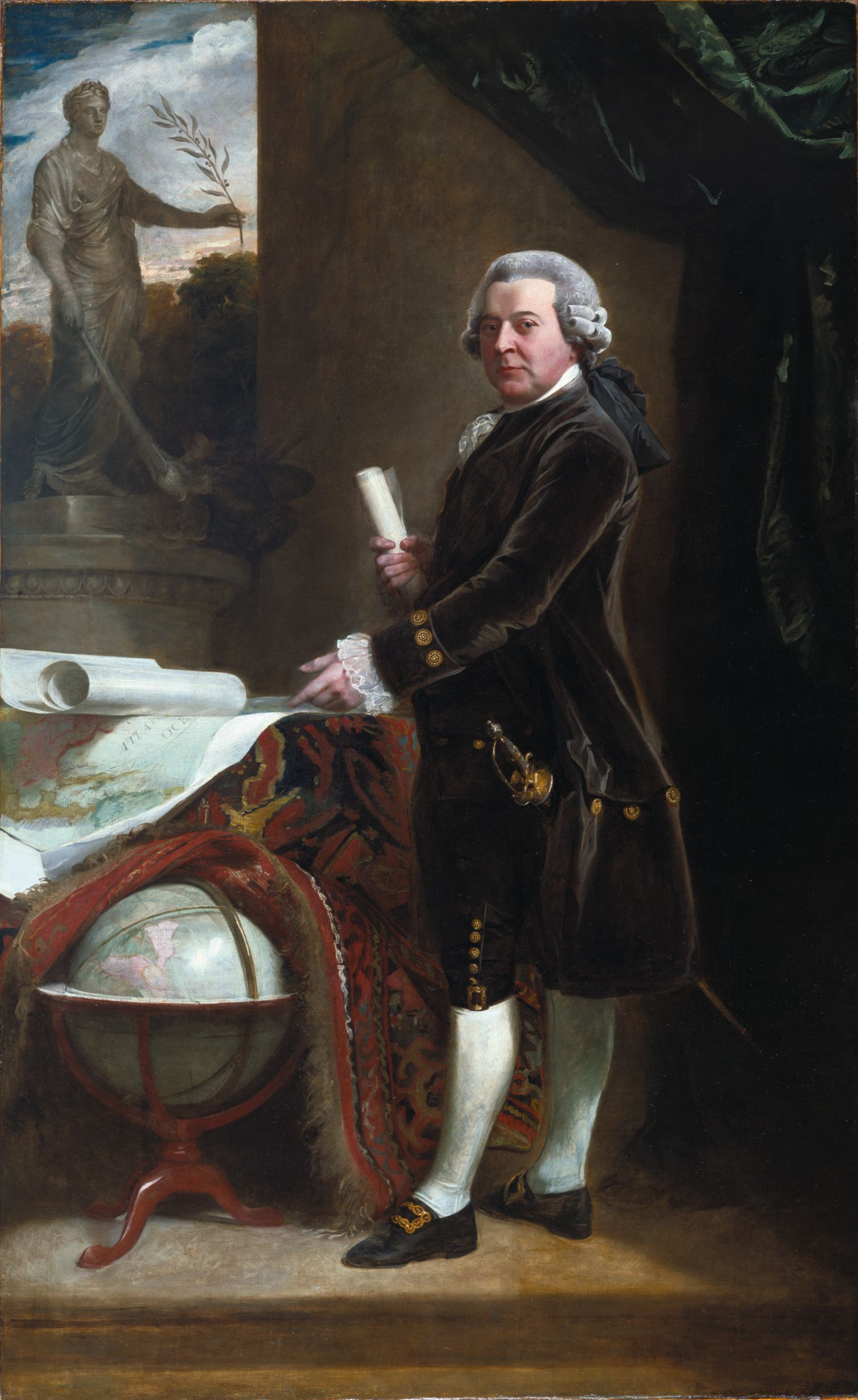
Adams en 1783 por John Singleton Copley.

### Gran Bretaña
En 1785, John Adams fue nombrado ministro plenipotenciario de Estados Unidos ante la Corte de St. James (embajador en Gran Bretaña). Cuando presentó sus credenciales a su antiguo soberano, Jorge III, el rey dio a entender que era consciente de la falta de confianza de Adams en el gobierno francés. Adams lo reconoció, declarando que: «Debo confesar a Vuestra Majestad que no tengo ningún apego por ningún país que no sea el mío».
La reina Isabel II del Reino Unido se refirió a este episodio el 7 de julio de 1976, en la Casa Blanca, diciendo:

John Adams, primer embajador de Estados Unidos, le dijo a mi antepasado, el rey Jorge III, que era su deseo ayudar con la restauración del «antiguo buen carácter y el buen humor en la relación entre nuestros pueblos». Esa restauración ha sido hecha, y las relaciones por la lengua, la tradición, y el contacto personal la han mantenido.
Isabel II de Inglaterra 

En Londres, John y Abigail tuvieron que sufrir las miradas y la hostilidad de la Corte, y por ello, optaron por escapar de ella y no frecuentarla, prefiriendo la compañía de Richard Price, pastor de la Iglesia Unitaria de Newington Green e instigador de la polémica sobre la independencia en Gran Bretaña. Ambos admiraban mucho las enseñanzas del pastor y Abigail tomó en serio las enseñanzas del clérigo y de su protegida Mary Wollstonecraft, autora de la Vindicación de los derechos de la mujer.
La casa de Adams en Inglaterra, en Grosvenor Square (Londres), sigue en pie y es recordada con una placa. Regresó a Estados Unidos en 1788 para continuar su vida política interna.

## Ideas constitucionales
La nueva Constitución de Massachusetts, ratificada en 1780 y escrita en gran parte por el propio Adams, había estructurado su gobierno cerca de su punto de vista de la política y la sociedad. Fue la primera constitución escrita por un comité especial y ratificada por el pueblo. También fue la primera en presentar un legislativo bicameral, un ejecutivo claro y fuerte, con un veto parcial (dos tercios), y un poder judicial independiente.

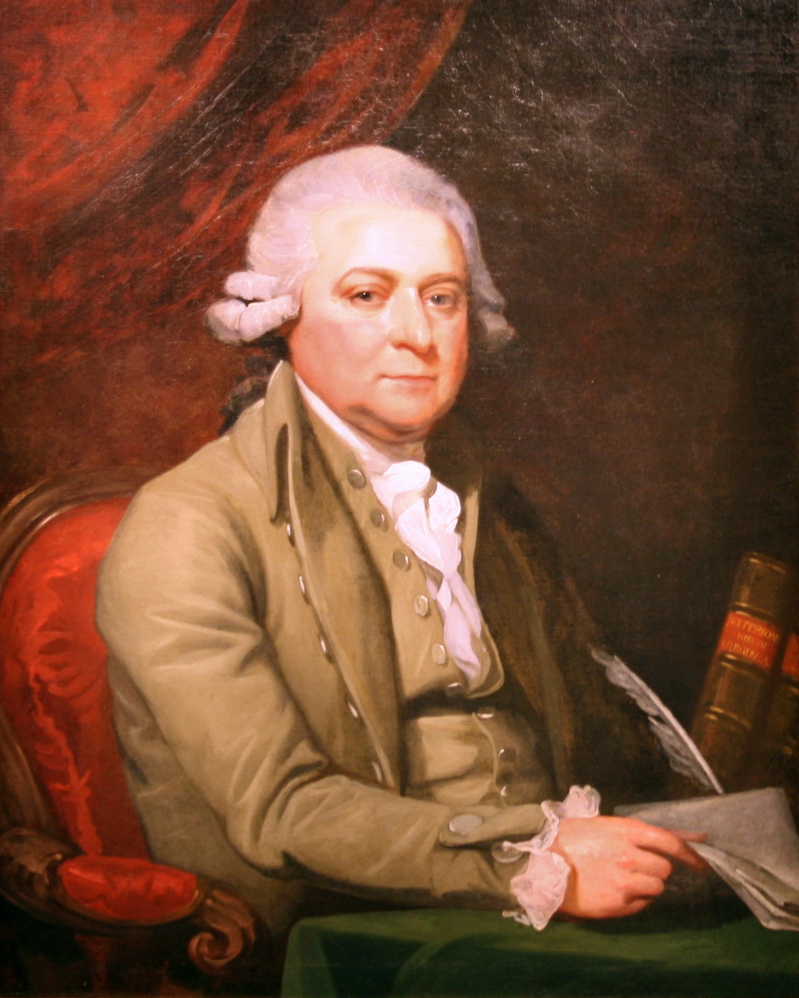
Retrato de Adams en su etapa como embajador en 1788 por Mather Brown.

### Democracia
En Londres, Adams publicó una obra titulada Una defensa de las Constituciones de Gobierno de los Estados Unidos (1787). En ella repudiaba los puntos de vista de Turgot y otros escritores europeos sobre la maldad del marco de los gobiernos estatales. Turgot argumentó que los países que carecían de aristocracias no tenían por qué tener legislaturas bicamerales. Pensaba que los gobiernos republicanos disponen de «todas las autoridades en un centro, el de la nación». En el libro, Adams sugirió que «los ricos, los bien nacidos y el poder» deben ser diferenciados de otros hombres en un Senado, que les impediría dominar la cámara baja. Wood ha sostenido que Adams se había convertido en intelectualmente irrelevante en el momento en que la Constitución Federal fue ratificada. Para entonces, el pensamiento político estadounidense, transformado en más de una década de vigoroso debate, así como por la experiencia, había abandonado la concepción clásica de la política en que el gobierno se entiende como un espejo de los estamentos sociales. La nueva concepción americana de la soberanía popular ya ve al pueblo como el único poseedor del poder en el Estado. Todos los agentes del gobierno disfrutan de porciones del poder del pueblo por un tiempo limitado. Adams se había perdido por completo este concepto y reveló su apego continuo a la versión anterior de la política.

### Controles y contrapesos
Wood da una peculiar definición de lo que Adams entiende por el término «república», y su apoyo a una Constitución ratificada por el pueblo. Él también minimiza la creencia de Adams en controles y contrapesos. «El poder debe ser opuesto al poder, y los intereses a los intereses», escribió Adams; este sentimiento influyó más tarde en la famosa declaración de James Madison de que «una ambición debe contrarrestar otra ambición» en El Federalista n.º 51, en la explicación de los poderes de las ramas del gobierno federal en los Estados Unidos bajo la nueva Constitución. Adams hizo tanto como cualquier otro para poner la idea de «controles y contrapesos» en el mapa intelectual.

### Republicanismo
La Defensa de Adams se puede leer como una articulación de la teoría republicana clásica de gobierno mixto. Adams afirmó que las clases sociales existen en toda sociedad política, y que un buen gobierno debe aceptar esa realidad. Durante siglos, que se remonta a Aristóteles, un régimen mixto de equilibrio entre monarquía, aristocracia y democracia, es decir, el rey, los nobles, y el pueblo tenía la obligación de preservar el orden y la libertad.
La ideología republicana de Adams se puede sintetizar:
- Monarquía - Representada por el presidencialismo.
- Aristocracia y oligarquía - Representada en una cámara alta.
- Democracia - El pueblo representado en la cámara baja.

### Esclavitud
Adams jamás poseyó esclavos y se negó en principio a emplear mano de obra esclava. Abigail Adams se opuso a la esclavitud y empleó negros libres en lugar de los esclavos domésticos de su padre. John Adams se pronunció en 1777 contra un proyecto de ley para emancipar a los esclavos en Massachusetts, diciendo que el tema era demasiado polémico, por lo que la legislación debería «dormir por un tiempo». También estuvo en contra del uso de soldados negros en la Revolución, debido a la oposición de los sureños. Adams en general, trató de mantener el tema fuera de la política nacional, debido a la prevista respuesta del sur. A pesar de que es difícil precisar la fecha exacta en que la esclavitud fue abolida en Massachusetts, un punto de vista común es que se suprimió a más tardar en 1780, cuando fue prohibido por la aplicación de la Declaración de Derechos que John Adams escribió en la Constitución de Massachusetts.

## Vicepresidente de los Estados Unidos (1789-1797)

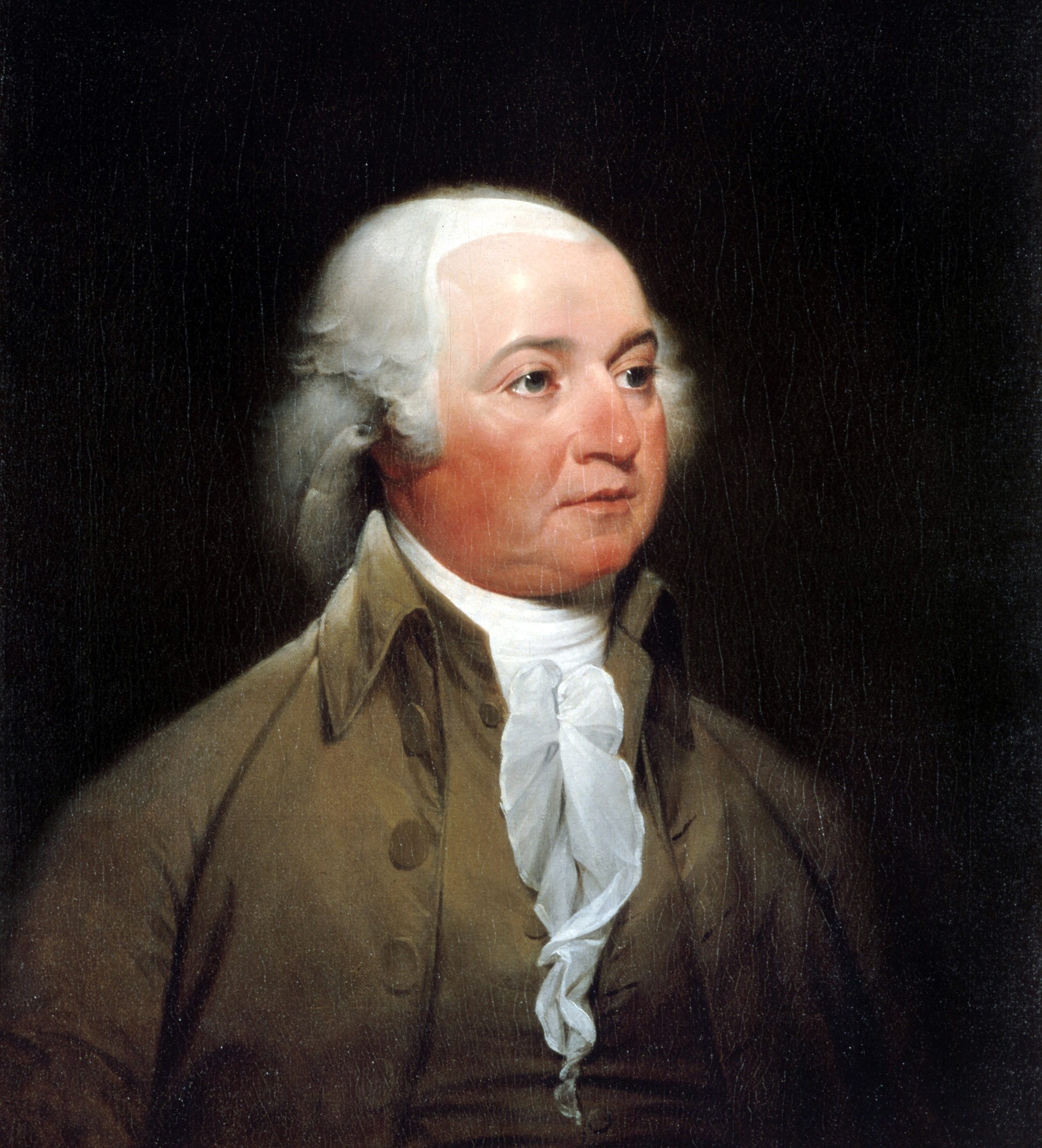
Retrato de Adams por John Trumbull, 1792–1793.

Mientras que Washington ganó por unanimidad en el voto popular y obtuvo sesenta y nueve votos en el colegio electoral, Adams quedó en segundo lugar en el colegio electoral con treinta y cuatro votos y se convirtió en vicepresidente en las Elecciones presidenciales de Estados Unidos de 1789. Presidió el Senado, pero desempeñó un papel menor en la política de principios de los años 1790. Fue reelegido en 1792. Washington rara vez preguntó a Adams sobre política y cuestiones legales durante su mandato como vicepresidente.
En el primer año de la administración de Washington, Adams se involucró profundamente en una controversia en el Senado, que duró un mes, y que versaba sobre el título oficial del Presidente. Adams defendió títulos grandiosos para el presidente de la nación tales como «Su Majestad el Presidente» o «Su Alto Poderío» por el simple «Presidente de los Estados Unidos» que proponían los demás, título que finalmente ganó el debate. La pomposidad de su postura, junto con su exceso de peso, llevó a que Adams se ganara el apodo de «Su rotundidad».
Como presidente del Senado, Adams emitió veintinueve votos de desempate, un récord que solo John C. Calhoun estuvo a punto de igualar, con veintiocho. Sus votos protegieron la autoridad del presidente sobre la eliminación de los nombramientos e influyeron en la ubicación de la capital del país. Al menos en una ocasión, él persuadió a los senadores a votar en contra de la legislación a la que se oponía, y con frecuencia habló en el Senado sobre cuestiones de política y de procedimiento. Los puntos de vista políticos de Adams y su papel activo en el Senado lo convirtió en un objetivo natural de los críticos con la administración de Washington. Hacia el final de su primer mandato, como consecuencia de una resolución que amenazaba hacerle callar con excepción de asuntos de procedimiento político, comenzó a ejercer más moderación. Cuando los dos partidos políticos se constituyeron, se unió al Partido Federalista, pero nunca se llevó bien con su líder Alexander Hamilton. 
Debido a la antigüedad de Adams y la necesidad de un presidente del norte, fue elegido como candidato a la presidencia federal en 1796, en contra de Thomas Jefferson, el líder de la oposición del Partido Republicano. Su éxito se debió a la paz y la prosperidad que Washington y Hamilton habían conseguido: habían evitado la guerra con Gran Bretaña con el Tratado Jay de 1795.
Los dos mandatos de Adams como vicepresidente fueron experiencias frustrantes para un hombre de su vigor, intelecto y vanidad. Se quejó a su esposa Abigail: «Mi país en su sabiduría ha ideado para mí el cargo más insignificante que la invención del hombre o su imaginación nunca concibieron».

## Elecciones presidenciales de 1796
En la elección de 1796 Adams fue el candidato presidencial del Partido Federalista y Thomas Pinckney, el gobernador de Carolina del Sur, fue su compañero como candidato federalista (el vicepresidente era el que quedaba en segundo lugar, por lo que no existía compañeros de fórmula en el sentido moderno, por ello se presentaba más de un candidato por cada partido). Los federalistas querían a Adams como su candidato presidencial para aplastar la oferta de Thomas Jefferson. La mayoría de los federalistas de Hamilton hubiera preferido a este como su candidato porque, aunque Hamilton y sus seguidores dieron el apoyo a Adams, también guardaban rencor contra él. Se le consideraba el menor de dos males. Sin embargo, pensaron que Adams carecía de la seriedad y la popularidad que había llevado a Washington a tener éxito y tenían el temor de que Adams fuera demasiado vanidoso, obstinado, impredecible y terco a la hora de seguir sus instrucciones.
Los opositores a Adams fueron el ex secretario de Estado, Thomas Jefferson de Virginia, quien estuvo acompañado por el senador Aaron Burr de Nueva York en la candidatura demócrata-republicana.
Como era costumbre, Adams se quedó en su ciudad natal de Quincy en lugar de hacer una campaña activa por la presidencia. Quería mantenerse al margen de lo que él llamaba el juego tonto y perverso. Su partido, sin embargo, hizo campaña por él, mientras que los demócratas republicanos hicieron campaña a favor de Jefferson.
Se esperaba que Adams dominaría los votos en Nueva Inglaterra, mientras que Jefferson esperaba ganar en los estados del sur. Al final, Adams ganó las elecciones por un estrecho margen de 71 votos electorales a 68 de Jefferson (quien se convirtió en el vicepresidente).

## Presidente de los Estados Unidos (1797-1801)

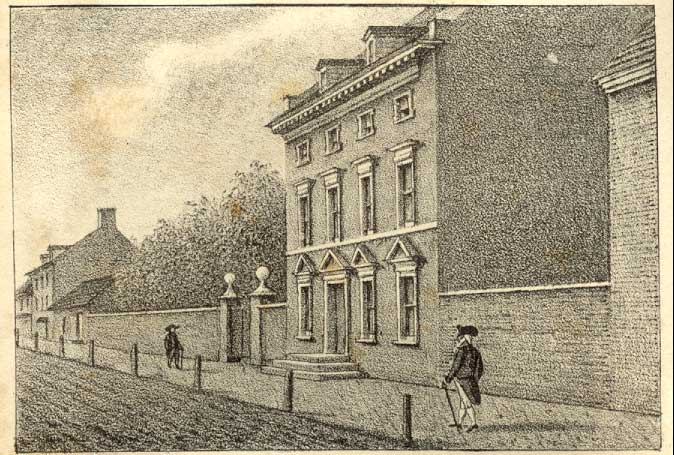
La Casa Presidencial de Filadelfia. Fue ocupada por George Washington primero, y por Adams desde marzo de 1797 a mayo de 1800.

Como presidente, Adams se acogió al ejemplo de Washington en la toma de posesión de la Presidencia, como el mayor ejemplo de los valores republicanos, haciendo hincapié en su virtud cívica, ya que nunca fue implicado en ningún escándalo. Algunos historiadores consideran que el peor error de Adams fue mantener intacto el antiguo gabinete de su predecesor, que fue controlado por Hamilton, en lugar de instalar a sus propios secretarios, lo que confirma la propia afirmación de Adams de que era un mal político porque «era inexperto en las intrigas por el poder». Sin embargo, hay algunos historiadores que consideran que, el mantenimiento por parte de Adams del gabinete de Washington, fue la decisión de un estadista que pretendía calmar las preocupaciones suscitadas acerca de una sucesión ordenada. Como el propio Adams explicó: «No tenía ninguna objeción en particular contra ninguno de ellos». Adams pasó gran parte de su mandato en su casa de Massachusetts, haciendo caso omiso de los detalles de comunicación que no fueron ignorados por sus oponentes de ambos partidos.
El espíritu combativo de Adams no siempre se prestó al decoro presidencial, como el propio Adams admitió en su vejez: «[Como presidente] me negué a sufrir en silencio. Suspiraba, sollozaba, gemía, chillaba y gritaba a veces. Y confieso para mi vergüenza y tristeza que a veces insulté».
Adams no solo continuó con el gabinete de Washington, sino que todos los grandes programas de la Administración de Washington también continuaron bajo su mandato. Adams no hizo ninguna propuesta nueva importante. Sus programas económicos fueron una continuación de los de Hamilton, que consultaba periódicamente con los miembros clave del gabinete, especialmente el poderoso secretario del Tesoro, Oliver Wolcott, Jr.

### Política exterior

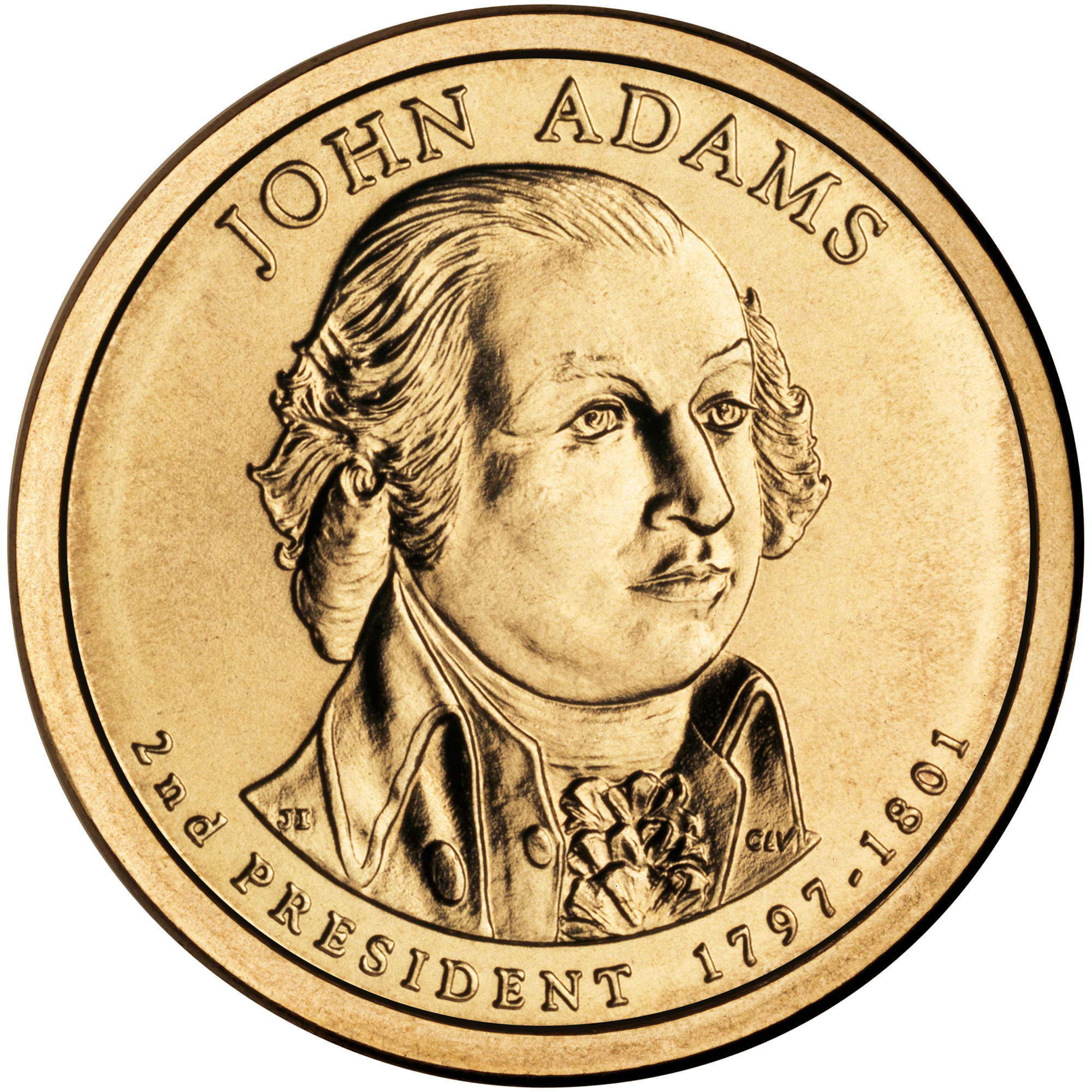
Dólar conmemorativo con la efigie de John Adams

El mandato de Adams (1797-1801) estuvo marcado por intensas disputas sobre la política exterior en el contexto de una guerra naval limitada con Francia. Gran Bretaña y Francia estaban en guerra; Hamilton y los federalistas eran favorables a Gran Bretaña, mientras que Jefferson y los republicanos estaban a favor de Francia.
Cuando Adams llegó a la presidencia, se dio cuenta de que tenía que proteger la política de Washington que consistía en permanecer fuera de la guerra franco-británica. De hecho, la intensa batalla sobre el Tratado Jay en 1795 provocó una política de polarización permanente, de arriba abajo de la nación.
Los franceses vieron a Estados Unidos como un socio menor de Gran Bretaña y comenzaron a apoderarse de los buques mercantes norteamericanos que estaban comerciando con los ingleses en lo que se conoció como la «Cuasi-Guerra». Ninguna nación declaró la guerra oficialmente, pero el riesgo era elevado y los federalistas pretendían rearmar la nación con la perspectiva bélica y quizá en preparación para la eliminación de los republicanos contrarios a ella.
La humillación del Caso XYZ, en el que el gobierno francés exigió enormes sobornos antes de que cualquier negociación comenzara, dio lugar a serias amenazas de guerra a gran escala con Francia y avergonzó a los jeffersonianos, que simpatizaban con ella. Una guerra naval no declarada entre los EE. UU. y Francia estalló en 1798, aunque no había peligro de invasión de las mucho más grandes y potentes fuerzas armadas francesas. Los federalistas reconstruyeron el ejército, trayendo de vuelta a Washington como su comandante y Hamilton como su líder principal. Adams reconstruyó la Armada y agregó seis rápidas fragatas de gran alcance, tales como la USS Constitution. Para pagar todo esto, el Congreso elevó los impuestos.

### Actas de Sedición y Extranjeros
Los federalistas en el Congreso aprobaron las Actas de Sedición y Extranjeros, que fueron firmadas por Adams en 1798.
Se aprobaron cuatro actas separadas:
- El Acta de Naturalización, aprobada el 18 de junio.
- El Acta de Extranjería, aprobada el 24 de junio.
- El Acta de Enemigos extranjeros, aprobada el 6 de julio.
- El Acta de Sedición, aprobada el 14 de julio.

Estas cuatro actas se aprobaron para suprimir la oposición republicana. El Acta de Naturalización cambió el período de residencia requerido antes de que un inmigrante pudiera conseguir la ciudadanía estadounidense por catorce años (los ciudadanos naturalizados tendían a votar por los demócratas republicanos). El Acta de Extranjería y el Acta de Enemigos extranjeros permitía al presidente deportar a cualquier extranjero que considerara peligroso para el país. El Acta de Sedición convirtió en delito la publicación de «escritos falsos, escandalosos y maliciosos» contra el gobierno o sus funcionarios. Se castigarían con 2-5 años de prisión y multas de hasta $5000. Aunque Adams no había tenido la iniciativa en esta normativa, ni tampoco promovió esta legislación, las convirtió en ley por respeto al Congreso.
Esta legislación y la persecución de una serie de editores de periódicos de alto perfil y un miembro del Congreso por los federalistas, se convirtieron en hechos muy polémicos. Algunos historiadores han señalado que las Actas de Sedición y Extranjeros rara vez se aplicaron, ya que solo se han identificado 10 condenas en virtud de la Ley de Sedición y, además, Adams nunca firmó una orden de deportación. El furor por las Leyes de Extranjeros y Sedición fue principalmente provocado por los demócratas republicanos en el contexto de la disputa política. Sin embargo, otros historiadores hacen hincapié en que los hechos fueron muy controvertidos desde el principio, dando lugar a que muchos extranjeros salieran del país voluntariamente, y creó una atmósfera en la que la oposición a los federalistas, incluso en el Congreso, podría resultar en un proceso judicial. Las elecciones de 1800 se convirtieron en una amarga batalla, y cada lado expresaba un temor extraordinario del otro y sus políticas.

### Ejército

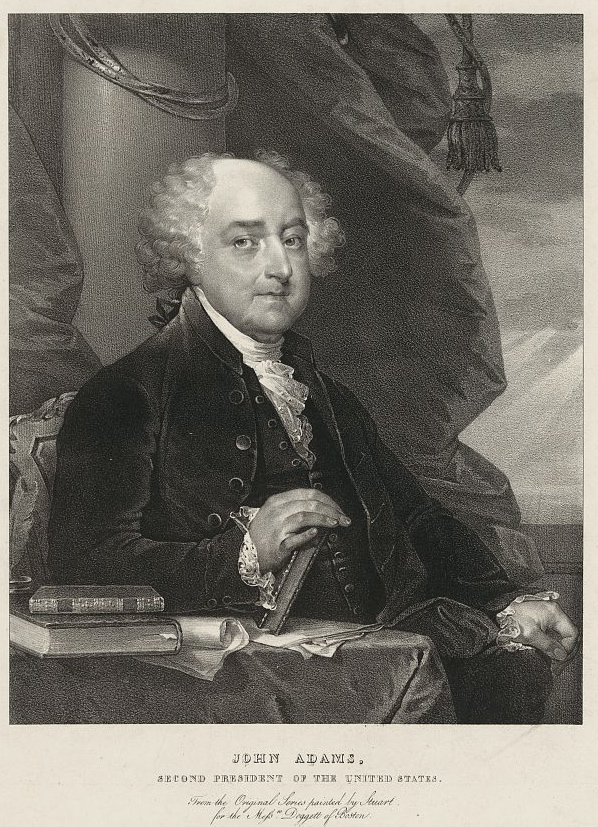
Litografía de Gilbert Stuart.

El Partido Federalista estaba profundamente dividido sobre el liderazgo del Ejército. Adams se vio obligado a aceptar el nombre de Washington como comandante del nuevo ejército, y Washington exigió que Hamilton fuera su segundo al mando. Adams lo concedió a regañadientes. El Mayor General Hamilton ostentó un alto grado de control sobre el departamento de guerra. La brecha entre Adams y los Altos federalistas (como se denominaban los oponentes de Adams) creció. Los Altos federalistas se negaron a consultar a Adams la legislación fundamental de 1798; cambiaron las medidas de defensa que habían pedido, exigiendo el control de Hamilton del ejército, y se negaron a reconocer la necesidad de dar control a los demócratas republicanos (como Aaron Burr) en los altos cargos del ejército (que Adams quería otorgar para ganar un poco de apoyo de los demócratas-republicanos). Con la construcción de un gran ejército permanente por parte de los federalistas, se levantaron las alarmas populares por la guerra y fue una baza contra los demócratas republicanos. Ellos también se alinearon con Adams y la gente que le seguía. Su miopía a la hora de ver que el Partido Federalista usaba la guerra como una herramienta, hacía que ignoraran la necesidad de reunir a toda la nación frente a la guerra con Francia.
Por largos períodos, Adams se retiró a su casa en Massachusetts. En febrero de 1799, Adams dejó atónito al país mediante el envío del diplomático William Vans Murray en misión de paz a Francia. Napoleón, dándose cuenta de que la animosidad de los Estados Unidos no le estaba haciendo ningún bien, señaló su disposición a establecer relaciones de amistad. El tratado de 1778 fue sustituido y los Estados Unidos ahora podían estar libres de enredos exteriores, como Washington aconsejó en su propia carta de despedida. Adams evitó la guerra, pero había dejado profundamente dividido a su propio partido en el proceso. Trajo a John Marshall como secretario de Estado y desmovilizó el Ejército.

### Rebelión de Fries
Para pagar el nuevo Ejército, el Congreso impuso nuevos impuestos sobre la propiedad: el Impuesto Directo de 1798. Fue el primero (y último) de tales impuestos federales. Los contribuyentes estaban enojados, sobre todo en el sureste de Pensilvania, donde estalló la rebelión sin derramamiento de sangre de John Fries entre los agricultores rurales de habla alemana, que protestaron por lo que veían como una amenaza a las libertades republicanas y a sus iglesias.

### Elecciones presidenciales de 1800

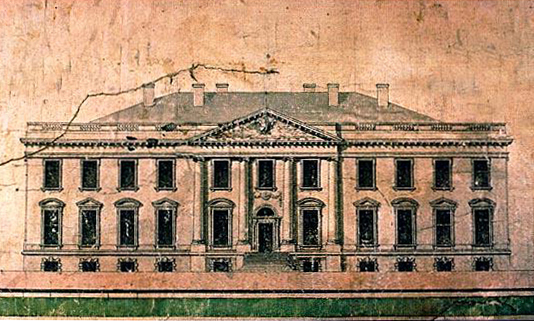
Lado norte de la Casa del Presidente, por James Hoban, c. 1793. Dibujo de progreso después de haber ganado el concurso para arquitecto de la Casa Blanca.

La muerte de Washington en 1799 debilitó a los federalistas, al perder el único hombre que simbolizó y unió al partido. En las elecciones presidenciales de 1800, Adams y su compañero candidato federalista, Charles Cotesworth Pinckney, iban en contra del dúo republicano de Jefferson y Burr. Hamilton intentó sabotear la campaña de Adams con la esperanza de impulsar las posibilidades de Pinckney de ganar la presidencia. Al final, Adams perdió por poco ante Jefferson: 65 a 73 votos electorales, siendo Nueva York la que había emitido el voto decisivo.
Adams fue derrotado debido a una mejor organización por parte de los republicanos y a la desunión federalista; también por la desaprobación popular de las Actas de Sedición y Extranjeros, por la popularidad de su oponente, Jefferson, y por el efectivo politiqueo de Aaron Burr en Nueva York, donde el voto se pasó de Federalista a Demócrata-Republicano sobre la base de unas pocas salas en Nueva York controladas por la maquinaría de Burr.
En los últimos meses de su mandato Adams se convirtió en el primer presidente en ocupar la nueva residencia presidencial (aún en obras) a partir del 1 de noviembre de 1800. Sus palabras fueron «Ruego al Cielo que otorgue la mejor de las bendiciones a esta casa y a todo el que en adelante la habite. Que nadie, más que los honestos y sabios gobiernen bajo este techo».

### Jueces de medianoche

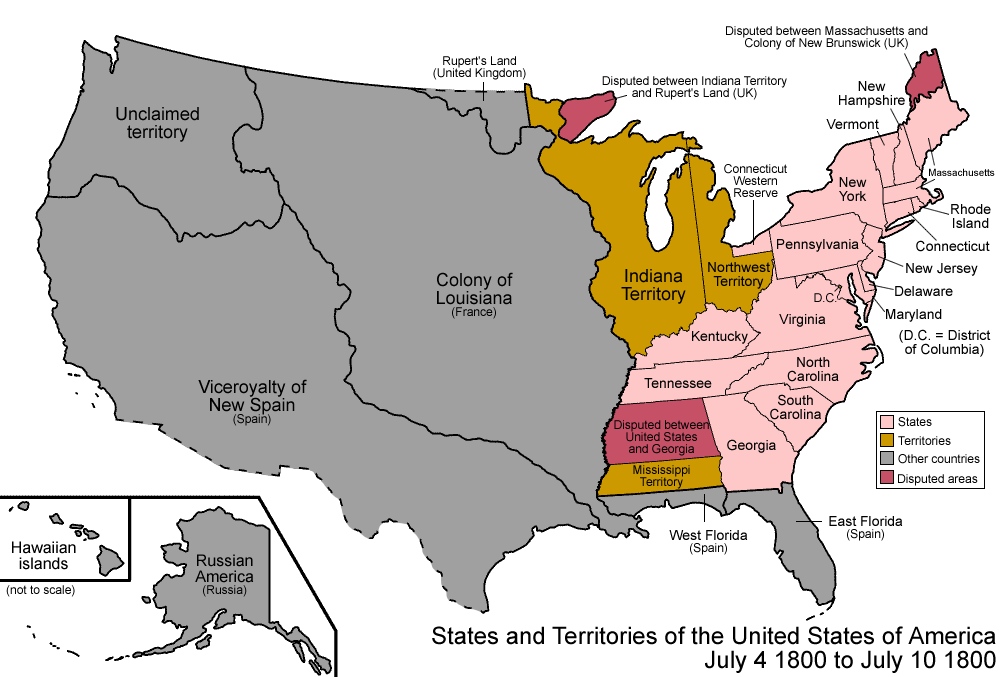
Estados Unidos en 1800, al fin del mandato de Adams.

La sesión saliente del Congreso promulgó la Ley Judicial de 1801, que creó una serie de cortes de apelaciones federales entre los tribunales de distrito y el Tribunal Supremo. Como su mandato iba a expirar, Adams llenó las vacantes creadas por ley por la que se nombra una serie de jueces, llamados «Jueces de medianoche» porque la mayoría de ellos fueron nombrados formalmente en el vencimiento del mandato presidencial. La mayoría de los jueces fueron finalmente despedidos por los jeffersonianos cuando promulgaron la Ley Judicial de 1802, con la que también llevaron a cabo la abolición de los tribunales creados por la Ley Judicial de 1801 y regresaron a la estructura de los tribunales federales a lo que había sido antes de la ley 1801. El mayor legado de Adams fue su nombramiento de John Marshall como el cuarto Presidente del Tribunal Supremo de los Estados Unidos para suceder a Oliver Ellsworth, que se había retirado por problemas de salud. La larga permanencia de Marshall en el cargo representa la influencia más duradera de los federalistas, por lo que Marshall influyó con una prudente y cuidadosamente razonada interpretación nacionalista de la Constitución y estableció el Poder Judicial con igualdad a los poderes Ejecutivo y Legislativo.

## Después de la presidencia

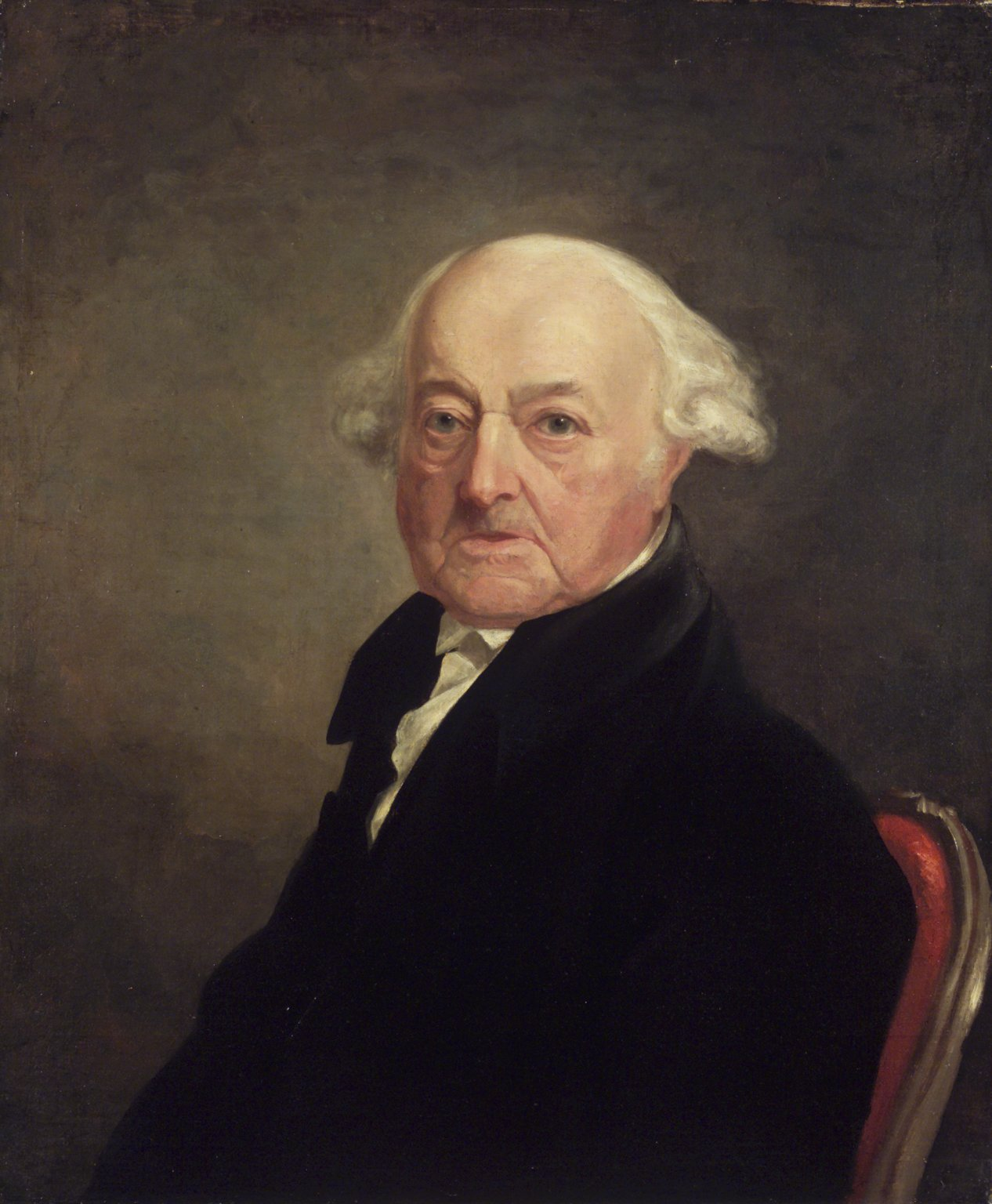
John Adams en 1816 por Samuel F.B. Morse.

Después de su derrota de 1800, Adams se retiró a la vida privada. Deprimido cuando dejó el cargo, no asistió a la investidura de Jefferson, siendo uno de los cuatro presidentes vivos (es decir, aquellos que no murieron en el cargo) que no asistieron a la investidura de su sucesor. La correspondencia de Adams con Jefferson en el momento de la transición sugiere que no sentía la animosidad o el resentimiento que los estudios posteriores le han atribuido. Salió de Washington antes de la investidura de Jefferson como disponía el luto por la muerte de su hijo Charles Adams (debido en parte al alcoholismo) y su deseo de reunirse con su esposa Abigail, que había abandonado la Casa Blanca meses antes de la investidura. 

### Refutaciones
Adams reanuda su afición a la agricultura en su casa, Peacefield, cerca de la ciudad de Quincy, que había absorbido su lugar de nacimiento, Braintree. Empezó a trabajar en una autobiografía (que no llegó a terminar), y reanudó la correspondencia con amigos tan antiguos como Benjamin Waterhouse y Benjamin Rush. También comenzó una correspondencia llena de amargura y resentimiento con una antigua amiga de la familia, Mercy Otis Warren, en protesta por la forma en que su obra de 1805 sobre la historia de la Revolución Americana, en su opinión, había caricaturizado sus creencias políticas y tergiversado sus servicios al país.

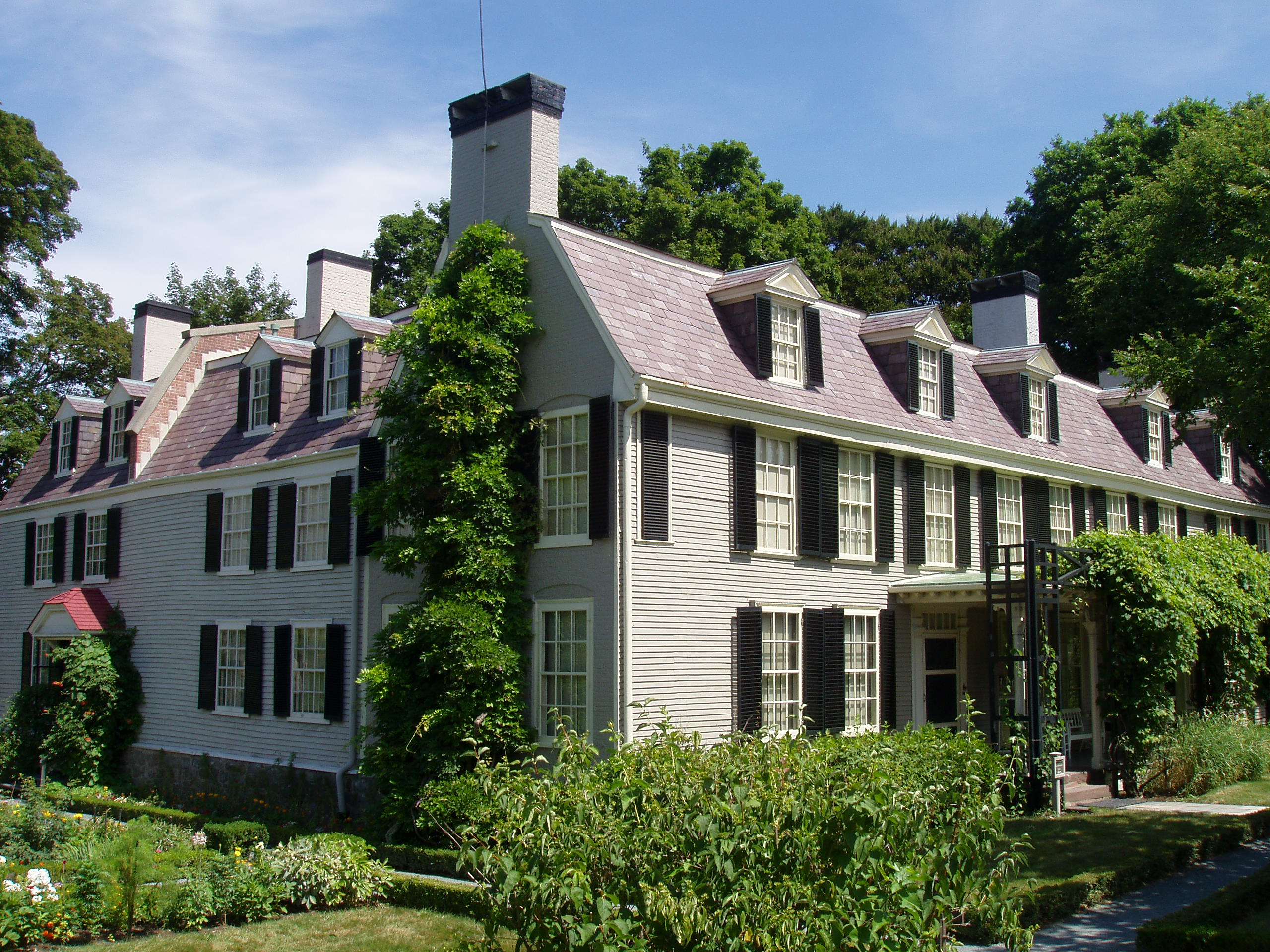
Peacefield, hogar de John y Abigail Adams.

Después del retiro de Jefferson de la vida pública en 1809 tras dos períodos como presidente, Adams se convirtió en un personaje más activo. Durante tres años, publicó una serie de cartas en el periódico The Boston Patriot, en las que presenta una larga y concienzuda refutación de un folleto de 1800 escrito por Hamilton atacando su conducta y carácter. Aunque Hamilton había muerto en 1804 de una herida mortal sufrida en su duelo con Aaron Burr, Adams sintió la necesidad de reivindicar su carácter vehemente contra los ataques que había recibido.

### Cartas con Jefferson
A principios de 1812, Adams se había reconciliado con Jefferson. Su amigo común Benjamin Rush, uno de los firmantes de la Declaración de Independencia que había mantenido correspondencia con ambos, alentó a cada hombre para que llegaran a escribir al otro. En el día de Año Nuevo de 1812, Adams envió una breve nota amistosa a Jefferson para acompañar la entrega de «dos piezas de andar por casa», una colección de dos volúmenes de conferencias sobre la retórica de John Quincy Adams. Jefferson respondió inmediatamente con una carta cálida y amistosa, y los dos hombres reavivaron su amistad, que se mantuvo por correo. La correspondencia duró el resto de sus vidas, y a partir de entonces ha sido aclamada como uno de sus mayores legados y un monumento de la literatura estadounidense.
Sus cartas son ricas para el conocimiento sobre el período y sobre las mentes de los dos presidentes y líderes revolucionarios. La correspondencia duró catorce años, y consta de 158 cartas. Fue en estos años que los dos hombres discutieron sobre la «aristocracia natural».
Jefferson dijo:

La aristocracia natural la considero como el don más precioso de la naturaleza para la instrucción, los fideicomisos y el gobierno de la sociedad. Y, en efecto, habría sido inconsistente que en la creación se hubiera formado al hombre para el estado social, sin tener siempre la virtud y la sabiduría suficiente para manejar las preocupaciones de la sociedad. ¿No podemos decir que la forma de gobierno es la mejor y más eficaz línea pura para la selección de estos aristoi naturales en las oficinas de gobierno?

Adams se preguntaba:

Su distinción entre la aristocracia natural y artificial no me parece fundada. El nacimiento y la riqueza son atribuidas a algunos hombres imperiosamente por la naturaleza, como el genio, la fuerza y la belleza.... Cuando las aristocracias son establecidas por las leyes humanas y el honor, la riqueza y el poder se hacen hereditarios por las leyes locales y las instituciones políticas, entonces yo reconozco que comienza la aristocracia artificial.

Adams argumentó, que el destino otorgaría influencia a algunos hombres por motivos distintos de la verdadera sabiduría y la virtud. Siendo ese el camino de la naturaleza, pensaba que algunos «talentos» eran naturales. Un buen gobierno, por lo tanto, tenía que rendir cuentas de esa realidad.

### Familia
Dieciséis meses antes de la muerte de John Adams, su hijo, John Quincy Adams, se convirtió en el sexto Presidente de los Estados Unidos (1825-1829), el único hijo de un expresidente en ocupar el cargo hasta George W. Bush en 2001, hijo de George H. W. Bush.
Su hija Abigail Adams («Nabby») se casó con el congresista William Stephens Smith, pero ella volvió a casa de sus padres tras el fracaso de su matrimonio. Murió de cáncer de mama en 1813. Su hijo Charles murió como un alcohólico en 1800. Abigail, su esposa, murió de fiebre tifoidea el 28 de octubre de 1818. Su hijo Thomas y su familia vivieron con Adams y Louisa Smith (sobrina de Abigail como su hermano William) hasta el final de la vida de Adams.

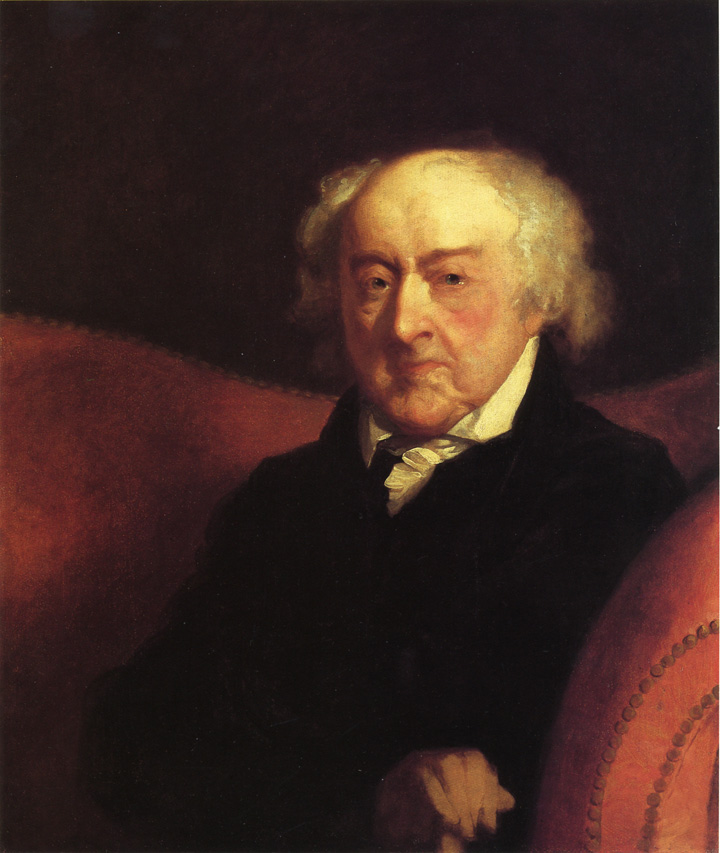
John Adams cuando tenía 89 años por Gilbert Stuart en 1823.

## Muerte
Menos de un mes antes de su muerte, John Adams emitió una declaración sobre el destino de los Estados Unidos, que los historiadores como Joy Hakim han caracterizado como una «advertencia» a sus conciudadanos. Adams dijo:

Mis mejores deseos, en las alegrías, en las fiestas y servicios solemnes de ese día en el que se completará el año cincuenta del nacimiento de la independencia de los Estados Unidos: una época memorable en los anales de la raza humana, destinada a comparecer en la historia futura de forma brillante o como la página más negra, de acuerdo con el uso o el abuso de las instituciones políticas por las cuales deberá, en el tiempo venidero, formarse la mente humana.
.
 
El 4 de julio de 1826, el quincuagésimo aniversario de la aprobación de la Declaración de Independencia, Adams falleció en su casa en Quincy. Dijo claramente: «Es un gran día. Es un buen día». Sus últimas palabras han sido reportadas como «Thomas Jefferson sobrevive». Solo las dos primeras palabras «Thomas Jefferson» fueron claramente inteligibles. Sin embargo, Adams no sabía que Jefferson, su compatriota en la búsqueda de la independencia, a continuación gran rival político y más tarde amigo y corresponsal, había muerto unas horas antes que él mismo. Algo más tarde, luchando por respirar, le susurró a su nieta Susanna, «¡Ayúdame, hijo! ¡Ayúdame!» luego cayó en un silencio final. A eso de las 6:20, John Adams había muerto, dejando a Charles Carroll de Carrollton como último signatario sobreviviente de la Declaración de Independencia. Murió cuando su hijo, John Quincy Adams, era presidente.

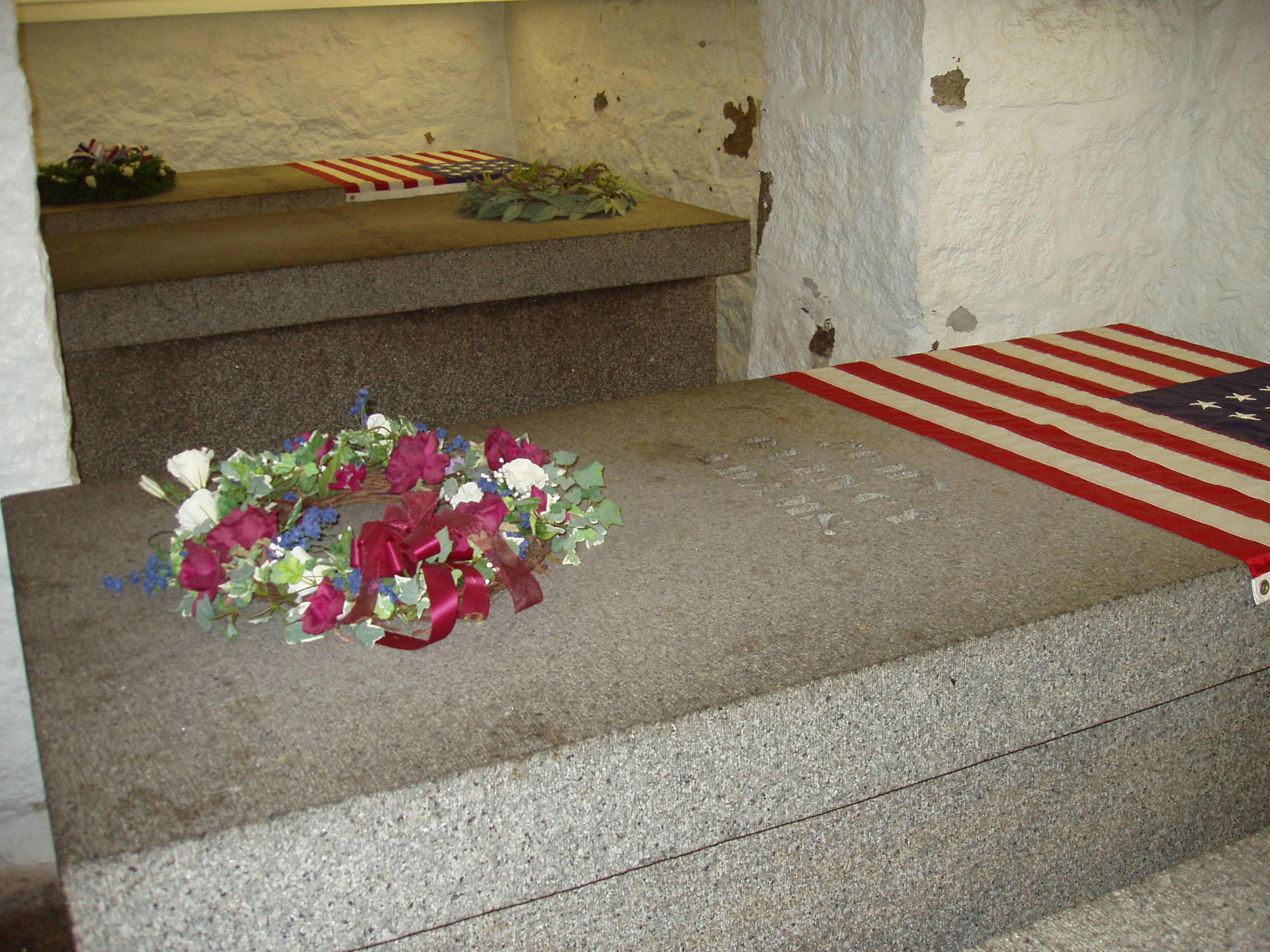
Adams y su hijo John Quincy están enterrados juntos en la United First Parish Church de Quincy.

Adams fue un gran bibliófilo, y durante su vida llegó a poseer una colección de unos tres mil volúmenes sobre una amplia variedad de materias y campos del conocimiento: clásicos, literatura, historia, política, religión, Derecho, ciencia, matemáticas, medicina, agricultura, idiomas, lingüística, economía, viajes, etc...Muchos de estos libros son primeras ediciones y libros raros, hallándose en ocasiones copiosamente anotados por el propio Adams. Desde fines del siglo XIX, esta importante colección bibliográfica se encuentra en la Biblioteca Pública de Boston.
Su cripta se encuentra en la United First Parish Church (también conocida como la iglesia de los Presidentes) en Quincy. Originalmente, fue enterrado en el cementerio de Hancock, a través del camino de la iglesia. Murió con 90 años y 247 días, siendo así uno de los presidentes estadounidenses que más vivió. Fue superado únicamente por Herbert Hoover, Gerald Ford, Ronald Reagan, George H. W. Bush y Jimmy Carter, aunque consiguió el mantenimiento de ese registro durante 175 años.

## Visión religiosa
Adams fue mencionado como congregacionalista, convirtiéndose en unitario en el momento en que la mayoría de las iglesias congregacionales alrededor de Boston se dirigían hacia el unitarismo. Adams fue educado en Harvard cuando la influencia del deísmo crecía allí, y utilizó términos deístas en sus discursos y escritos. Creía en la bondad esencial de la creación, pero no creía en que Dios interviniese en los asuntos de los individuos, y, al ser unitario, sus creencias excluían la divinidad de Cristo. También creía que el servicio regular en la iglesia era beneficioso al sentido moral del hombre. Everett concluye que «Adams trató una religión basada en una especie de sentido común de la racionabilidad» y mantiene que la religión debe cambiar y evolucionar hacia la perfección. Fielding muestra que Adams sintetizó sus creencias como las de un puritano, un deísta y humanista. Adams pensaba que el cristianismo había sido revelador para el Hombre, pero que fue mal interpretado y mal colocado al servicio de la superstición, el fraude y el poder sin escrúpulos.
Al igual que muchos de sus contemporáneos anglosajones, Adams criticó las pretensiones de autoridad universal de la Iglesia católica.
En 1796, Adams contradijo a Thomas Paine y sus críticas al cristianismo diciendo:

La religión cristiana es, por encima de todas las religiones que siempre prevalecieron o que han existido en los tiempos antiguos o modernos, la religión de la sabiduría, la virtud, la equidad y la humanidad, dejad que el guardia negro Paine diga lo que quiera.

La Unitarian Universalist Historical Society proporciona información acerca de las creencias religiosas de Adams. Se cita su carta a Benjamin Rush: «He asistido a la adoración pública en todos los países y con todas las sectas y creo que es mejor no tener religión, no estoy obligado a creer en todo lo que he oído». La Sociedad también relata cómo Rush trata de conciliar a Adams con su antiguo amigo Thomas Jefferson en 1812, después de muchas batallas políticas amargas. Esto dio lugar a la correspondencia entre Adams y Jefferson sobre muchos temas, incluyendo la filosofía y la religión. En una de estas comunicaciones, Adams dijo a Jefferson, «Los Diez Mandamientos y el Sermón de la Montaña contienen mi religión». En otra carta, Adams revela su sincera devoción a Dios, «Mi adoración del autor del universo es demasiado profunda y sincera. El amor a Dios y su Creación; alegría, alegría, triunfo, exaltación de mi propia existencia, más que un átomo, una molécula orgánica, el Universo, son mi religión». Sigue al revelar sus simpatías universalistas, con el rechazo al dogma cristiano ortodoxo y su convicción personal de que él era un verdadero cristiano por no aceptar el dogma. La Sociedad también demuestra que Adams rechazó las doctrinas cristianas ortodoxas de la Trinidad y la Predestinación, sin embargo, equipara la comprensión humana y la conciencia humana a la «comunicación celestial» o la revelación personal de Dios. También se demuestra que Adams tuvo una fuerte convicción en la vida después de la muerte, según explicó, «Es posible que se avergüencen de su Hacedor».

## En la ficción
En el año 2008 la cadena de televisión de Estados Unidos HBO dedicó una serie de televisión de siete capítulos a la vida y obra de John Adams basada en la biografía de David McCullough. La serie tuvo un éxito rotundo, consiguiendo trece premios Emmy y cuatro Globos de Oro. John Adams es interpretado por Paul Giamatti.